# Светът на „Песен за огън и лед“
Светът, в който се развива действието в поредицата „Песен за огън и лед“ на Джордж Р. Р. Мартин, е разделен на няколко континента, известни общо като Познатият свят.
По-голямата част от историята се развива на континента Вестерос и в голяма политическа единица, известна като Седемте Kралства. Тези кралства са разпръснати в девет региона: Север, Железните острови, Речните земи, Долината, Западните земи, Бурните земи, Пределът, Короновите земи и Дорн. Масивна стена от лед и стара магия разделя Седемте Кралства от до голяма степен некартографираната област на север. Огромният континент Есос се намира на изток от Вестерос, през Тясното море. Най-близките чужди нации до Вестерос са Свободните градове, сбор от девет независими градове-държави по западния край на Есос. Земите по южното крайбрежие на Есос се наричат Земите на Лятното море и включват Залива на робите и руините на Валирия. Последният е бившият дом на предците на дома Таргариен. На юг от Есос са континентите Соториос и Ултос, които в разказа са до голяма степен неизследвани.
Планетата преживява хаотични сезони с непредсказуема продължителност, които могат да продължат много години. В началото на „Песен за огън и лед“ Вестерос се радва на десетилетно лято и мнозина се страхуват, че ще има още по-дълга и по-сурова зима последвам.
Джордж Р. Р. Мартин поставя историята на „Огън и лед“ в свят, алтернативен на Земята, „вторичен свят“. Мартин също така предполага, че светът може да е по-голям от от планетата Земя. Ледът и огънят в повествованието се развива в пост-магически свят, където хората вече не вярват в свръхестествени неща като Другите. Въпреки че героите разбират естествените аспекти на техния свят, те не познават или разбират неговите магически елементи.[S 6 ] Религията обаче има значителна роля в живота на хората и героите изповядват много различни религии.

## Карти на Светът
"Игра на Тронове", първата част от поредицата „Песен за огън и лед“, има две карти на Вестерос. Във всяка нова книга са добавени една или две карти, така че с „Танц с дракони“ в книгите ще са 7 карти на измисления свят. Мартин казва през 2003 г., че не са предоставени пълни карти на света, така че читателите да могат по-добре да се идентифицират с хората от истинското Средновековие, които не са били образовани за далечни места. Той също така не „се присъединява към теорията, изложена в The Tough Guide To Fantasyland… че в крайна сметка героите трябва да посетят всяко място, показано на картата“. Мартин обаче признава, че читателите може да успеят да съставят карта на Света до края на поредицата. Умишлено е неясен относно размера на света на Огън и Лед, пропускайки мащабът на картите, за да обезсърчи прогнозирането на дължините на пътуването въз основа на измерените разстояния. В „Танц с дракони“ е използван нов художник на карти, така че картите са налични в две версии от Джеймс Синклер и Джефри Л. Уорд, в зависимост от книгата. Старите карти са преработени, за да съответстват на стила на новите.
Набор от сгъваеми карти е публикуван 30 октомври 2012 г. като Земите на Огън и лед. Илюстраторът и картограф Джонатан Робъртс е нарисувал картите въз основа на чернови на Мартин. Дванадесетте карти в комплекта са озаглавени „Познатият Свят“, „Западът“, „Централен Есос“, „Изтокът“, „Вестерос“, „Зад Стената“, „Свободните Градове“, „Заливът на Робите“, „Дотракийско море“, „Кралска земя“, „Бравос“ и „Пътешествия“. Последният проследява пътищата, изминати от героите на романите.

## Вестерос
Вестерос е един от трите континента. Той е свободно базиран върху средновековна Европа и най-вече върху Великобритания от времето на Войната на Розите.

### Древната История на Вестерос

#### Епохата на зората
Древната история на Вестерос започва по времето на Епохата на Зората преди повече от 40 000 години и се крие в легендите. По това време на него е имало само две раси – горските чада и Великаните.(Според някои майстери същестувала и трета непозната раса, дошла отвъд Тясното море и загадъчно изчезнала, на чиято място се настанили Железнородните – майстер Терон я нарича „Дълбоките“ ) Великаните били огромни около 4 – 4,5 метра, използвали само най-прости оръдия на труда – големи тояги и камъни, били простовати, но извънредни силни, нямали господари и крале, говорели на Старата реч и живеели в пещери, и яздели мамути. Чадата били дребни и живеели примитивно, но не били скотове – макар също като великаните да не познавани тъкачеството и ковачеството те можели да създават оръжия от обсидиан, ласа от лиани, да си шият дрехи от треви, били добри събирачи и ловци. Много от тях имали пророчески сънища и се наричали зеленозрящи, а някои умеели да общуват с животните по неповторим начин – т.нар превъплъщенци или варги.
Около 8000 години преди Завоеванието според „Истинска история“ на септон Барт или около 6000 преди Завоеванието според „Въпроси“ на майстер Дагестан дошли Първите хора. Те познавали бронза и подели война с горските чада и великаните. Желаейки да уголемяват територията си, те убивали чадата, и изсичали язовите дървета – богове за чедата и дом за великаните. Чедата отвърнали като призовали своите зверове – мечки, вълчища, орли и още и още. Те използвали магията си, за да разцепят Ръката при Шийката, с цел да забавят настъплението…но тяхната магията била много бавна и продължавала цели векове. Междувременно Първите хора успели да населят Вестерос. Накрая бил сключен Съюзът между Първите хора и Чедата на Островът на ликовете. Чедата се оттеглили в своите дъбрави и оставили почти цял Вестерос на Първите хора, а те самите престанали да секат язови дървета. С Алианса дошъл краят на Епохата на Зората и дошла Епохата на Героите

#### Епохата на героите
В Епохата на Героите научаваме за легендарни личности като Брандън Строителя, Сивия Старец, Лан Умника, Крилатия Сокол, Бурния крал, кралете Гардинър и т.н. Те били митични личности – някои като Брандън Строителя, Сивия Старец или Лан УМника са живели по няколко столетия, дори до хилядолетие. Други като първия крал Гардинър можели да лекуват – или дори оплождат жени, които са девици или не могат да заченат – само с доксоване. Саймън Звездоокия, Сервон Звездния щит и Крилатия сокол били не по-малко митологични образи. Често те били „пренасяни“ от певците в много по-късно епохи, което поставяли под въпроса тяхната достоверност. Например Сервин Звездния щит, който вероятон е бил Първи човек, бил превърнат от певците в рицар от Кралската гвардия, създадена векове по-късно….
III. В Епохата на Героите внезапно дошла Дългата нощ. Винаги е имало сезони, когато Зимата е продължавал необеинекново дълго….но никога не се случвало да продължи толкова дълго, колкото пред Дългата Нощ, когато продължила цяло поколение. Мнозина се раждали, живеели и умирали, без въобще да познаят деня. Имало спорове какво я е предизвикало – мнозина твърдели, че Дългата нощ е предизвикана от Черна магия. Някои се опирали не легенди от Юай Тай и Асшаи. и известният „Нефритен копендариум“ за Азор Азхаи и неговият меч Светлоносец
Нищо обаче не можело да подготви света, за появата на Другите. Възкръсени мъртъвци, те дошли от земите на Вечната зима, яхнали гигански ледени паяци, или възкръсени коне.. С докосване превръщали и други хора в Бели Бродници.
4000 години по-късно дошли Андалите, които почти унищожили дотогавашните обитатели на контитента и създали шест кралства в южните части на Вестерос, оставяйки само най-северните земи на Първите хора. Два века след унищожението на Валирия древния род Таргариен използвал дракони, за да завладее Седемте кралства на Вестерос и да ги обедини в едно голямо владение. 

### Историята на Седемте кралства

#### Северът

##### Легендите. Кралете на Зимата (Кралете на Севера)
Историята на Севера трудно може да се разкаже, без да се споменем историята на Старките. Старките бил голям северен род, който още в най-стари времена се разделил на две големи разклонения – Старките от Зимен Хребет и Карстарките от Кархолд. От легендите знаем, че Старките управлявали големи части от Севера още около 8000 г. преди Завоеванието. Старките увеличили земите си в резултата на много успешни войни; те водили и редиа по-малки сражения със сепаратисти. Древните балади разказват за подвизите на Кралете на Зимата. Един от тях прокудил великаните на север, друг пък сразил Гавен Сивия вълк и рода му в „свирепата война на вълците.
Повече исторически сведения имаме за конфликта между Могилните крале и Кралете на зимата. Могилните крале резидирали в Бароутън (Могилино) и сами се зовяли Крале на всички първи хора (включително и Старките). Кралете на зимата обаче се отделили от господството им и започнали война срещу тях. Много от тези сведения са записани на руни, други пък са разказани от баладите. Певците нарекли конфликта на двата рода Хилядагодишната война, но той бил по-скоро поредица от сблъсъци. В края на войната последният могилен крал подвил коляно и дал дъщеря си за жена на Краля на Зимата.  Днес наследници ни Могилните крале са Дъстин, които са сведени до васали на Старките (гербът на Дъстин е счупена корона). Но над гроба на Могилните крале е хвърлено проклятие – никой не може да претендира за короната им без да заприлича на труп. Вероятно затова – или защото Могилният крал бил некромант – мнозина майстери считат че прословутата кралица-труп, жената на 13-лорд Комадир е била дъщеря на Могилния крал и е жадувал отмъщение срещу Старките. В по-нови епохи титлата Крал на Зимата била заменена с Крал на Севера.
Впоследствие обаче Старките трябвало да водят десетки по-малки войни за господство на региона – Флинт от Счупен камък, Слейт от Черен Вир, Ъмбър от Черно огнище, Гловър от Дълбоки лес, Фишър от Каменен бряг… и може би дори Блекууд от Гарваново дърво, които настояват че някога владеели по-голямата част от Вълчия лес, преди да бъдат изтласкани от Кралете на зимата. Според майстер Барнеби определи рунически записки потвърждават последното.
Ала най-голямата вражда на Старките била била с Болтъните. Според някои легенди  враждата им със Старките стигала чак до Дългата нощ, че и отвъд нея. Крал Ройс II Болтън опожарил Зимен Хребет. Ройс IV Болтън, наречен «Червеноръки», който е живял три века  по-късно от съименника си бъркал в коремите на пленените си врагове, за да им вади червата със собствени ръце. Изглежда той следвал прастара традиция на Първите хора, да окачат черва на загинали на  язови дървета. Той на свой ред опожарил Зимен Хребет. Други крале от този род носели наметала от кожи на Старки. Но накрая последният Болтън – Рогар Ловеца – се предал и дал синовете си за заложници на Зимен Хребет. Това станало по времето когато андалите вече пътували към Вестерос (4000 пр. Завоеванието)
След победата над Болтъните, последните съперници за Севера, опасностите за Старките идвали повече от морето, отколкото от сушата. Северната ивица била защитена от Вала и нощния страж, южната – от Рова Кайлин и блатните хора. Андалите пристигащи от изток и железнородените от запад, обаче се оказали  реалана заплаха. Крал Теон Гладния вълк се съюзил с Болтъните и разбил андалския крал Аргос Седемзвездни  в битката при Плачеща вода. След победата си с помощта на флотата си той преплувал Тясното море, и въздал кървава мъст на андалите. Опожарил десетки селища, завладял три крепости, изнасилил една септа и посякъл стотици. Взел главите на убитите и ги набучил за назидание. По-късно той овладял и Пръстите и Трите сестри, но не могъл да ги задържи.
След като укротили Севера Старките се сблъскали с Арините, за Систърн. Старките водили хилядогодишна война с Арините за Трите сестри (Систърн). Макар да не знаем точни дати, знаем че тя е влязла в историята като Безсмислената война…. в един момент на Старките войната просто им омръзнала и се отказали..
Когато Егон Завоевателя дошъл, Торен Старк, Коленичилия Вълк събрал десетхилядна армия….но Егон  излязъл насреща му с три пъти повече хора, а имал и дракони. Торен благоразумно коленичил и се врекъл във вярност, въпреки че синовете му настоявали за бунт. От този миг Старките вече на били Крале на Зимата, а само Лордове на Зимен Хребет и Гаранти на Севера….но не се проляла кръв, а Старките си запазили правото да бъдат владетели в земите си…..поне до 300 г. от Завоеванието, когато Роб Старк се провъзгласил за Крал на Севера. Ала историята на неговото царуване е описана другаде

##### Обичаи на Севера
На Север са се запазили много от обичаите на Първите хора – например северняците приемат за много важно правото на госта и смятат само родоубийството за по-страшно от потъпкването на този обичай. Далеч не е така п ри хората от Юг, а, макар също да имат подобен обичай. Те обаче не му придават такава важност. Също така северняците почитат Старите богове. Въпреки това само допреди пет века в Бял Пристан според майстер Йорик са извършвали човешки жертвоприношения на язови дървета. Подобни култове се срещат и днес на о-ов Скагос и земите отвъд Вала (ако са верни легендите и слуховете, донасяни от смелите моряци и от рейнджърите на Нощния страж.). Рицарството е голяма рядкост на Север. Мноцзина смятат, че на Север има най-много от кръвта на Първите хора (изключвайки земите Отвъд Вала.)

#### Клановете
Диви, простоватости…и все пак верни васали на лордовете Старк, (а преди това – на Кралете на Зимата). Клановете Вул, Лидъл, Норей, са разположени най-вече по брега на Камен бряг и нос Кракен. Единственото което мразят повече от диваците са железнородените, от чиито нападения са страдали толкова често, че някои майстери подозират, че клановете имат повече кръв на железнородени, отколкото на северняци. Известно е, че по молба на Джон Сняг, лорд Командирът на Стража  подкрепили Станис Баратеон във войната му срещу Рамзи Болтън. Говорят особен «развален» език, в които има много заемки от Старата реч.  

### Речните земи

#### Легендите
Речните земи се простират от Шийката до Черна вода, а на изток- до Долината на Арин. Никоя друга територия не е видяла толкова сражения. Земите са богати и плодородни и граничат с всяка друга част на Вестерос, освен с Дорн, но в същото време няма естествени граници, които да отблъсват нашествия. В руническите камъни са записани делата на мнозина легендарни герои от Епохата на героите като Артос Силния, Флориан Глупака, Шара – кралицата -вещица, Зеления крал, Деветопръстия Джак и пр. В дългите векове, когато Първите хора властвали се издигали и запади десетки кралства. Имената им обаче са забравени, освен  в редките случаи, когато някой септон помазвал някой племенен вожда за крал. Постепенно те изтласкали дребните крале на реките. 
Баладите разказват за дългата  борба, която водили речните крале с андалите. От песните знаем за падането на Девиче езеро и смъртта на младежа Флориан V Безстрашни; пак от тях знаем за Вдовичи брод, и как трима от синовете на лорд Дари удържали андалския водач Вотриан Безстаршни, и сразили хиляди мъже преди сами да паднат в боя.; за нощта в Бял лес, където Горските чада се показали изпод един кух хълм и изпратили армия от вълци да избие андалски бивак; Или за голямото сражение при Горчива река, където Блекууд и Бракън се съюзили…само за да бъдат разбити от седемстотин седемдесет и седем рицаря и седем септи (макар че числото вероятно е украсено, от някой певец). Ала решаващото сражение станало край хълма Хайхарт. Обречен от най-древните язови дървета той бил  свято обиталище за Чадата и техните зеленозрящи. Когато Ерег Родоубиеца обградил хърма те призовали глутници вълци и ята гарвани да го бранят…но нямали шанс срещу студеното желязо. Ерег ги избил и натрупал могила от мъртвите, наполовина висока колкото хълмът. Така поне пеят певците. Архимайстер Перестан, обаче в своите «Размисли върху историята» допуска че Ерег е може би не име на човек, а андалска титла. Нещо повече той разсъждава, че е възможно Ерег да е изгорил хълмовете по поръчение на речен крал, който използвал андалите като наемници. Предпоследният речен крал  бил Тристифър IV Мъд Чука на справедливостта. От певците знаем, че многократно се изправял  срещу андалите и ги побеждавал…само да падне сетната битка, когато няколко андалски крале се обединили срещу него. Мъд успели да обединят повече от Речните земи отколкото кой да е от предшествниците им… но господството им не продължило дълго. Тристифър IV бил наследен от сина си Тристифър V Последния, който не могъл да удържи натиска на андалите. 

#### Кралете на Тризъбеца.
Тълита никога не са били крале, макар да са древен род.  В древни времена Речните земи били владени от Блекууд и Бракън и дори –  Фишър. «Анали на реките» ни известяват, че Фишър са третата династия владяла Речните земи, а последнияте крале на Първите хора бил от рода Мъд. Това бил Тристифър V Последния. Той не удържал натиска на андалите. След него един след друг се сменили няколко андалски крале, чието име е забравено вече. Най-накрая дошъл лорд Дъжстман, копеле на Блекууд и Бракен, който основал свой род и прославил името си. Името Тъли се среща в много летописи – още по времето на Първите хора, Едмур Тъли и синовете му се сражавали заедно с чука на справедливостта, Тристифър IV Мъд. След смъртта му се присъединили към най-силиния завоевател – Тристифър Ванс. От него сър Аксел получил земи – между Повален камък и Червената вилка. Замъкът който си създали бил наречен Речен замък. Чука на справедливостта бил наследен от сина си Тристифър Последния. 

### Дорн

#### Древна история
В дорнците също се среща доста от кръвта на Първите хора, но освен това при тях преобладава ройнарската им кръв. Кралица Нимерия дошла окоол 600 г. преди Завеованието от Спорните Земи със своите кораби. За нейното пътешествие през Летните острови и Сотьорос е разказано в «Десетте хиляди кораба на Нимерия». Разбира се корабите не били Десет хиляди, това е силно преувеличено число, едва ли са били повече от триста, но въпреки всичко Нимерия потеглила с много кораби, на които натоварила предимно жени и деца. Покрай дългото пътуване много от тях родили деца, а освен това в сблъсъците с пирати и чудовища амазонките ѝ станали калени воини. Тя се установила в Вестерос, изгорила корабите си, оженила за крал Морс Мартел и надвила всички велики лордове и дребни крале, сред които Дейн, Железен лес (Айрънууд), Блекмонт и др. Т.нар. Шестима крале били изпратени на Вала, а Дорн станало първо (и единствено) кралство във Вестерос, управлявано от жена.
Когато Егон Завоевателя дошъл въпреки отчаяните опити на него и сестрите му той не могъл да подчини Дорн. Нещо повече – дорнците убили единият от трите дракона, и неговият ездач, сестрата на Егон.
В по-късни години Младия Дракон покорил Дорн, но взимайки много заложници сред аристократите…, но простолюдието не спряло войната и Младия Дракон рано се простил с живота си. Дорн бил присъединен истински едва от Дерон II Добрия крал, и не с кръв, а с брак…, но това дало повод за слух, че Дерон не е син на Егон Недостойния и за началото на войната на Блекфирите. След Танца и след царуването на Дерон II Дорн често взимал страната на Таргите, дори няколко пъти се сродявал с тях по кръв. Последният път това станало когато принц Регар Таргариен се оженил за принцеса Елия и може би дорнците щели да имат свой представител на трона…, но не било писано това да се случи.

### Предела

#### Епохата на Героите.  Гарт Зеления.
Историята на Предела започва още в Епохата на героите. Ако вярваме на легендите пръв в тези земи се заселил Гарт Зеления (според други той се казвал Гарта зелената ръка или дори Гарт зеленозрящия). Пак според легендите той живял хиляад години (но според легендите и Брандън Строителя живял по толкова, а Морския старец  – поне седемстотин). Дали Гарт е имал някакво родство със зеленозрящите само можем да гадаем, но ако и половината легенди са истина той бил необикновена личност. Имал еленови рога на главата и можел да лекува женско безплодие само докосване. Създал цял куп копелета, всяко от които имало магически способности и дало начало на велик род (Лан Умника, Бриндън Строителя, Алис вечносладката и пр.). Самият Гарт водил война със зеленозрящите и ги прогонил надалеч. Гарт бил огромен мъж, над десет стъпки. Някои твърдели, че има великанска кръв. Той научил Първите хора на редица полезни умения. Сред неговите деца била Алис вечно сладката, която сключила споразумение с  пчелите да й доставят мед и поставила началото на рода Бийзбъри. Друго негово дете бил Бриндън Строителя, които построил някои от най-големите архитектурни чудеса във Весторос (Бурен край, Вала и пр.) така се създали и родовете Флорент, Бълвър и пр. На свой ред Флорент създали копеле – Лан Умника, който забягнал в Западните земи и основал рода Ланистър. За него също се разказват хиляди легенди, включително че живял триста години.

#### Първите крале на Предела
Първите крале на Предела били от рода Гардинър.

### Земите на Ланистърите.  Лан Умника.
Бил ли е Лан Умника действителна личност може много да се спори. Досущ като Сивия Старец, Брандън СТроителя и пр. личности живели по 1000 години и Лан Умника живял 300 години. В «лъвските» земи битова легенда, че той е копеле на Гарт Зелената ръка. Или може би се е престорил на негово дета – Гарт и сам не си знаел децата. Затова пък той не се споменава в  историите на Предела. Лан дошъл в земите на Скалата на Кастърли и успял да наложи властта си над нея. Неясно е как е станало това има разлчни версии – че спал с една или всичките дъщери на владетеля, че използвал канализацията на Скалата и пр.

### Краят на династията Таргариен
Управлението на династията Таргариен продължило няколко века, но Войната на Узурпатора сложила неговия край. Тогава обединените сили на Великите Родове Баратеон, Старк, Арин и Тъли се опълчили срещу крал Ерис Таргариен. Причината за това бил факта, че принц Регар Таргариен отвлякъл и изнасилил Лиена Старк – годеницата на Робърт Баратеон (или поне така твърдял той. Твърде е възможно Лияна да е «пристанала» на Регар). Когато когато баща ѝ Рикард и най-големия ѝ брат Брандън Дивия вълк отишли пред Ерис и настояли за справедливост, той ги екзекутирал по особено жесток начин (в интерес на истината Брандън окрещял Чертога, че иска да се бие  с Регар на дуел. Такова поведение е било недопустимо при каквито и да е обстоятелства, но за зла беда на лорд Брандън, на престола бил Лудия крал, а Регар отсъствал. Ерис решил да използва Брандън за назидание). След смъртта им параноичният Ерис изпратил гарван до Джон Арин да му предаде поверениците с – младежите Робърт Баратеон и Нед Старк. Арин отказал и това дало началото на войната, която била ръководена от Робърт Баратеон и Нед Старк – малкият брат на Брандън и Лияна.
В Битката при Тризъбеца Робърт лично убил принц Регар, а след това войската на Нед препуснала към столицата Кралски чертог, за да се разправи с Ерис. Армията на друг велик род – Ланистър, дотогава запазил неутралитет – пристигнала първа пред въпросния град. Ерис решил, че Тивин Ланистър му идва на помощ и наредил да пуснат войската му вътре. Скоро обаче станало ясно, че Тивин е сменил лагера иЛанистърите  са се присъединили присъединят към Робърт. Тогава Ерис наредил целият Чертог да бъде взривен, с всички хора в него.  Пред такава перспектива сър Джайм Ланистър  заклал Ерис и се прочул като Кралеубиеца. Хората на лорд Тивин опустошили Кралски чертог, и извършили ужасяващо клане. Улиците на Чертога почервенели от кръв.  Двете деца на принц Регар били убити от сър Грегър Клегейн, както и майка им -Елия. Когато Нед Старк пристигнал в Кралски чертог, всичко било свършило и Таргариен били разбити и победени. Единствените оцелели от кралското семейство бил малкият син на Ерис Визерис и майка му, която била бременна. Те избягали от Вестерос,  преди трагедията, но кралицата скоро умряла,  докато раждала дъщеря си Денерис. Визерис и Денерис избягали към Свободните градове, намиращи се далеч отвъд Вестерос. Робърт Баратеон бил провъзгласен за крал и се оженил за Церсей Ланистър, дъщерята на лорд Тивин. Така за шестнадесет години се възцрали мир на Вестерос, който бил нарушен със смъртта на крал Робърт и Войната на петимата. крале

### Архитектурата на Вестерос.
Ако се вярва на легендите много от архитектурните постижения на Вестерос са създадени от легендарния Бриндън Строителя – Вала, Бурен Край, Зимен Хребет, дори Кулата в Староград. Самият Бриндън Строителя е легендарна личност. Самият той уж бил син на Гарт Зелената ръка, не по-малко легендарна личност. Бриндън Живял до хиляда година…според певците. Много от строежите обаче са още отпреди времето на Първите хора. .
Други забележителни строежи били Орлово око, Великата септа на Белор и Стегата на Мегор .. Според легендите, лейди Теора подсказала на съпруга си да построи Орлово око.

### Вала
Легендите твърдят, че Бриндън Строителя построил Вала. Други пък твърдят, че не го е построил лично той, а великаните, Чадата и  Първите хора се обединили след Дългата нощ и създали Вал, да брани Вестерос. Бриндън Строителя само направлявал работата. Трети пък твърдят, че Валът е създаден още преди Дългата нощ, по времето когато приключила войната между Първите хора и Горските чада и те сключили завета си. Каквато и да е истината Вала е една от най-значимите постройки във Вестерос. Неговата височина е седемстотин стъпки може да се сравнява  Орлово око. Валът е бил създаден изцяло от лед. Любопитно е, че той няма кули. Според някои легенди под основата му се намира дракон. 

### Зимен Хребет
Според легендите Зимен Хребет е строен от Брандън Строителя. Интересното е, че той не е строен наведнъж, а на пластове. Теренът под него не е заравняван, на някои места стената е по-висока спрямо други. Зимен Хребет разполага с дълбоки крипти, в които Старките погребват мъртъвците си. Те обаче са на няколко нива, в най-дълбоките нива никой не е влизал много-отдавна, защото стълбищата са полуразрушени. Някои твърдят, че когато добрата кралица Алисан отседнала тук, драконът й снесън яйце…макар да не обясняват ако това е така  защо то не се е излюпило за три века. Други отбелязват, че драконът на кралица Алисан е  бил мъжки. Септон Барт в «Свръхестествена история» допускал че драконите могат да си сменят пола…но това все още не е доказано.

### Харънхъл
Харънъхъл е създаден от прочутия черен камък, характерен за Юин, валирианските пътища, Бурен край, Драконов камък и дори – за Високата кула в староград. Такъв материал се среща и в Пайк (от него е направен Престола на железнородените), но не и на север. Интересно е, че над Харънхъл тежи проклятието на създателя му -черния Харън.

### Високата кула в Староград
Строеът“ на Високата кула оздачава много майстери. Тя е създадена още преди Първите хора до дойдат в местността.  Каменистият остров на който е изградена се нарича Острова на битката….но кой с кого се е бил и за какво дори певците не знаят.  Що се отнася до Високата кула, някои майстери и септони вярват, че тя е валирианско творение. Черният камък от който е изградена се среща преди всичко във Валирия и Есос (например в Юин), както и по драконовите пътища, които защитават древния Волантис. Черен камък обаче е използван и в Бурен Край и Харънхъл, както и от железнородените и дори в Асхаи (ако се вярва на преданията). А и ако тази крепост е валирианска, излиза, че драконовите владетели са дошли в Староград хиляди години преди Егон Завоевателя, много преди андалите и дори – преди Първите хора! Само за да построят едно укрепление. Тогава защо са го изоставили? Майстер Куинлон, допуска че това не е дело на валирианците, а на древните лорати, строители на лабиринти (във Високата кула има лабиринт, какъвто се среща само в Лорат). Трябва да признаем, че тази теза не изгелжда съвсем безпочвена, но за съжаление древните лорати мистериозно са изчезнали, и сведенията за тях са изгубени.. Майстер Терон в „Странен камък“  предлага дори по-екзотичния идеи – той допуска че древната раса създала Високата кула, може да има родство с предтечите на железнородените – полухора-полуриби, потомци на русалки, които дошли от дълбините на морето. Произходът на Цитаделата е не по-малко тайнествен и покрит с догади, но се предполага че е основан на втория син на Утор от Висока кула, Перимор IV

## Есос
Част от повествованието в „Песен за огън и лед“ се намира отвъд Тясното море от Вестерос, област, включваща големия източен континент, наречен Есос. Тъй като е приблизително с размера на Евразия, Есос има география и климат, които значително варират. Западното крайбрежие се характеризира със зелени хълмисти хълмове, масивната гора Кохор и обширни островни вериги като Браавос и Лис. Средната част на континента е покрита от плоските пасища на Дотракийско море и сухите земи, известни като Червената пустош на изток. Отвъд Червената пустош се намира град Карт. Югът е доминиран от сухи хълмисти хълмове и има средиземноморски климат, с брегова линия по протежение на Лятно море и Заливът на Робите. Северното крайбрежие на континента е отделено от полярната шапка от Треперещото море. На юг, през Лятното море, се намира неизследваният на картата континент джунгла Соториос.

### Свободни градове (Спорните земи)[5][6]
Свободните градове обхващат област, характеризираща се с река Ройн, която местният персонаж Яндри описва като „най-голямата река в света“. Неговите брегове са родината на ройнарите, които почитат реката като „Майката Ройн“. Както е картографирано в „Танц с дракони“, Ройн произхожда от съединяването на два от своите притоци, Горен Ройн и Малкия Ройн, югоизточно от руините на Гоян Дрое. Изворите на Горен Ройн се намират в Андалос, родината на Андалите между Браавос и Пентос. Потокът на Ройн върви на югоизток, за да завие право на юг след езерото Кама, където речните пирати се крият на и около многото езерни острови. Ройн нараства значително на ширина, когато се захранва от повече притоци, докато се отвори в Лятно море в делта близо до Свободния град Волантис.

## Соториос
На юг от Есос е континентът Соториос (погрешно изписван Соторос в ранните романи). Соториос е третият континент от познатия свят и е огромен, пронизан от чума, покрит с джунгли и до голяма степен неизследван. Съобщава се, че е голям колкото Есос и е описан като „безкрайна земя“ от Джаенара Белаерис, валирийски драконов лорд от преди гибелта на Валирия.
Континентът е наименуван за първи път на карта в „Буря от мечове“ (2000), показваща градовете Йен и Заметар върху нея. самият разказ за първи път се отнася до континента в „Пир за врани“ (2005). Мартин описва Соториос през 2002 г. като „южния континент, приблизително еквивалентен на Африка, джунгли, пронизан от чума и до голяма степен неизследван.“ Романите предоставят малко друга информация. Блатната природа на Соториос е спомената накратко от Виктарион в „Танц с дракони“,  и тик  от Соториос се казва, че се използва за изграждане на кораби. Корсарски път минава покрай северното крайбрежие на континента. „Танц с дракони“ се отнася до болести на Соториос по отношение на богатия, но болен търговец на роби от Юнкай Йезан зо Кагаз. Виктарион описва някои хора като „клекнали и космати като маймуните на Соторос“,  и някои хора, които се бият в Ямата на Дазнак за забавлението на Дейенерис в „Танц с дракони“ са описани като „тигровокожи получовеци от джунглите на Соторос“. Мартин каза, че за разлика от други народи в романите, ризените мъже на Соториос са чиста фантазия.

## Архипелага на Летните острови
Близо до Соториос, се намира архипелага на Летните острови. Те честно атакувани от пирати и робовладелци, които набират роби и робини оттам и ги продават в Спорните земи. Основните ни сведения за Летните осрови черпим от "Деца на лятото" на майстер Галард 
Първият записан контакт между Летните острови и останалия свят се случил в най-славните дни на Стари Гхис. Гхискарски търговски кораб стигнал до Валано, след като една буря го обърнала в погрешната посока. Още като зърнали местните, гхискарите избягали ужасени, защото ги помислили за демони — с кожа, овъглена от пламъците на ада. Отпосле гхискарите внимателно избягвали Острова на демоните, както наричали Валано. Нямали представа за съществуването на Омбору, Джала или по-малките острови. Постепенно любопитноството се събудило в принцовете на Летните острови и те започнали да строят кораби, за да опознаят света. Малатар Зак, принц на о-ов Коджа бил най-славният изследовател  и се слави като Малатар Картографа. Постеепенно започна нова епоха на открития и активна търговия.  Малатар и всички мореплаватери след него  посетили Наат, Островите на Базилиска и северните брегове на Соторьос, както и южните брегове и на Вестерос, и на Есос. За по-малко от половин век се развила активна търговия между Летните острови и Валирия. Островите нямали желязо, калай и други метали, но били богати на скъпоценни камъни (смарагди, рубини, сапфири и всякакви перли), подправки (мускатово орехче, канела, зърна пипер) и твърда дървесина. Постепенно  обаче жителите на Валирия започнали да търсят роби от Летните острови, и те станали  обект на агресия от страна на пирати и робовладелци. "Годините на срама" продължили почти два века. Тогава Занда Ко, принцеса воин от Долината на Сладкия лотос обединила всички острови под властта си сложила край на робовладелството (самата тя била робиня за кратко), . Желязото било скъпа рядкост на островите, броните — почти непознати, а дългите и късите копия, обичайни сред островитяните, се оказали неефективни срещу стоманените мечове и брадви на робовладелците. Тъй че Занда Ко въоръжила моряците си с дълги лъкове от златно сърце, дърво, което се намира само на Джала и Омбору. Тези огромни лъкове притежавали неимоверно по-дълъг обсег от двойно извитите лъкове от рог и сухожилие на робовладелците. Лъковете от златно сърце можели да изстрелят еднометрова стрела достатъчно силно, за да пробие брони от метални брънки, от обработена кожа и дори от здрави метални пластини. За да осигури добри платформи за стрелба Занда Ко създала огромни кораби - така наречените "лебедови шии". Летните острови се прочули с корабите си и със стрелците си. Въпрекси всичко единството на Летните острови не просъществувало много дълго. То се запазило при Чатана Ко,  Стрелата на Джагар  но не и при нейните потомци. Дъщерята на Занда Ко, не проявила нюх при избора си на мъже. Въпреки всичко на Летните осрови им се създало име на опитни бойци. Днес много от мъжете от архипелага се наемат като наемници или моряци.

## Ултос,
Колекцията от карти The Lands of Ice and Fire също показва северния край на земната маса, наречена „Ултос“ на юг от Есос и на изток от Соториос. Попитан дали това е друг континент, Мартин отговоря: „Е, това е голяма земна маса. Малко ми е неясно официалното определение на «континент» за разлика от «голям остров». Също и за размера на Ултос, който все пак се намира на ръба на познатия свят и всичко останало.“